# Chromoptilia attenuata
Chromoptilia attenuata är en skalbaggsart som beskrevs av Oliver Erichson Janson 1925. Chromoptilia attenuata ingår i släktet Chromoptilia och familjen Cetoniidae. Inga underarter finns listade i Catalogue of Life.